# Sawmill
Sawmill (navaho Niʼiijííh Hasání) és una concentració de població designada pel cens dels Estats Units a l'estat d'Arizona. Segons el cens del 2000 tenia 612 habitants.

## Demografia
Segons el cens del 2000, Sawmill tenia 612 habitants, 161 habitatges, i 123 famílies La densitat de població era de 40,7 habitants/km².
Dels 161 habitatges en un 44,7% hi vivien nens de menys de 18 anys, en un 46,6% hi vivien parelles casades, en un 23,6% dones solteres, i en un 23% no eren unitats familiars. En el 22,4% dels habitatges hi vivien persones soles el 9,3% de les quals corresponia a persones de 65 anys o més que vivien soles. El nombre mitjà de persones vivint en cada habitatge era de 3,74 i el nombre mitjà de persones que vivien en cada família era de 4,47.
Per edats la població es repartia de la següent manera: un 40,4% tenia menys de 18 anys, un 9,6% entre 18 i 24, un 25,3% entre 25 i 44, un 16,8% de 45 a 60 i un 7,8% 65 anys o més.
L'edat mediana era de 25 anys. Per cada 100 dones de 18 o més anys hi havia 91,1 homes.
La renda mediana per habitatge era de 12.875 $ i la renda mediana per família de 17.386 $. Els homes tenien una renda mediana de 14.375 $ mentre que les dones 23.409 $. La renda per capita de la població era de 4.495 $. Aproximadament el 47,1% de les famílies i el 53,5% de la població estaven per davall del llindar de pobresa.
El segons el cens dels Estats Units de 2010 el 97,06% dels habitants són nadius americans i el 2,12% blancs.

## Poblacions més properes
El següent diagrama mostra les poblacions més properes.